# 大長秋
大長秋是中国古代内侍职官之一，主要由宦官担任，是负责皇后宫中事务的主要职官。

## 概述
周制，王后六宮，每宮卿二人，則十二人也。
秦制设“将行”，为皇后卿。西汉景帝中元六年（前144年）改将行為大長秋。长秋是汉代皇后所居宫名。大长秋随皇后出入，宣達皇后旨意，并执掌皇后宫中与汤沐邑的收支，因此是后宫重要人物之一。汉制秩二千石，且多有积功封侯者。西晋、北魏等历代都设大长秋，隋炀帝曾改内侍省为长秋监。
西汉初大长秋可以用宦官，也可以用士人，但是逐渐多用宦官，至东汉有记载姓名的大长秋基本全部是宦官。如曹操的养祖父曹腾即曾担任大长秋。

## 相关
汉制有皇太后居长乐宫，太皇太后居长信宫，分设长乐少府、长信少府，职权等同于大长秋，但是地位在大长秋之上。
西汉亦沿秦制设詹事，兼掌皇后、太子宫事，但至汉成帝时废置，职权归属大长秋。
元代設徽政院、中政院分別掌管皇后、皇太后的宮中事務。